# بخش بارپتا
بخش بارپتا (به انگلیسی: Barpeta district) یک بخش در هند است که در آسام واقع شده‌است. بخش بارپتا ۳٬۲۴۵ کیلومتر مربع مساحت و ۱٬۶۹۳٬۱۹۰ نفر جمعیت دارد.